# 카라만주

카라만주의 위치

카라만주(튀르키예어: Karaman ili)는 튀르키예 중남부에 위치한 주로, 중앙아나톨리아 지역에 속한다. 주도는 카라만이며 면적은 9,163km2, 인구는 252,377명(2007년 기준), 인구밀도는 27.54명/km2, 자동차 번호는 70번, 시외전화 지역번호는 0338번이다. 6개 군을 관할한다.